# 下之江站
下之江站（日语：／ Shitanoe eki */?）是位於大分縣臼杵市，屬於九州旅客鐵道（JR九州）的日豐本線車站。本站現時是由臼杵站管理的無人車站。

## 車站構造

### 站房
本站的站房為木造的單層站房，並採用國鐵時代的典型站房設計。玄關位設於中間偏左處，進站後的左側為候車大廳，並設有多張木製長櫈；右側則為原售票窗口、服務窗口、站務室及職員留宿處，現時全作為儲物室之用。中間為車站通道，並採用開放式閘口設計。本站的自動售票機並非設置於站房內，而是放置在月台上的候車小屋內。通過閘口後，左轉沿行人天橋進入月台。
整個站房及附近的小型廣場都由臼杵市管理，並由下之江地區居民負責打理。慶祝市內三座木製站房豎立百年，站房內部皆經過翻新，以重現早期車站的模樣。
站房外左側建有水泥單層建築物，為信號繼電器室；前方放置了一部自動售賣機、投幣式電話亭及郵筒；右側設有簡易式男、女獨立使用洗手間一座。

### 鳥越稻荷神社
站前廣場右邊設有「鳥越稻荷神社」，每年11月3日都會在此舉行祭祀儀式，祈求鐵道安全。據稱車站落成後，久不久便發生導致命的鐵道意外，令居民十分擾心。1925年，新任站長上任後，走訪別府市的一名通靈師，告知此乃因為興建鐵道時，開山破壞了鳥越山上的狐狸的巢穴，因此需要做一些事去補償。事後站長與負責興建事宜的大分保線事務所相談，得知車站北方便是鳥越山開鑿的位置，及後站長回來與站員相討後，決定在站前廣場興建一座稻荷神社供奉，並定於每年11月3日（即稻荷神社大祭）進行奉祭，並祈求鐵道安全。

### 月台
站內設有1面2線的島式月台一座，長度約為120米，有效長度為6輛，為全露天式月台。本站只有在樓梯口附近設置一座木造的候車室，其內部除設有候車長櫈外，亦少有地把售票機亦安置在此。在往淺海井方向的前端月台旁建有1座停泊保線機車車庫及側線。
| 月台 | 路線      | 上下行 | 方向                               |
| ---- | --------- | ------ | ---------------------------------- |
| 1    | ■日豐本線 | 下行   | 臼杵、佐伯方向                     |
| 2    | ■日豐本線 | 上行   | 大分、龜川、日出、中山香、中津方向 |

## 歷史
- 1915年8月15日：鐵道院豐州本線幸崎至臼杵開通，為中途站[3]。
- 1930年11月3日：因開站後不斷發生事故，經時任站長與站員相討後，在站外建設「鳥越稻荷神社」，並祈求鐵道安全[2][4][1]。
- 1987年4月1日：隨國鐵分割民營化，車站由九州旅客鐵道（JR九州）營運。

## 使用狀況
在2015年度，1日平均乘車人次為53人，2016年度起JR九州再沒有為無人站提供數據。
| 乘車人次變遷 | 乘車人次變遷 |
| 年度         | 1日平均人次  |
| ------------ | ------------ |
| 2000         | 112          |
| 2001         | 114          |
| 2002         | 108          |
| 2003         | 88           |
| 2004         | 84           |
| 2005         | 83           |
| 2006         | 81           |
| 2007         | 74           |
| 2008         | 79           |
| 2009         | 72           |
| 2010         | 62           |
| 2011         | 69           |
| 2012         | 58           |
| 2013         | 55           |
| 2014         | 54           |
| 2015         | 53           |

## 車站周邊
- 下之江郵局
- 此站為古老造船町，在車站附近沿河川至灣岸設有南日本造船（日语：南日本造船）等的造船所[1]。
- 在車站北邊，國道217號（日语：国道217号）上的「下之江跨線橋」，是電影《殘雪（日语：なごり雪 (映画)）》取景地點。

## 相鄰車站
九州旅客鐵道
■日豐本線
佐志生－下之江－熊崎